# Dušan Basta
Dušan Basta (serbisch-kyrillisch Душан Баста; * 18. August 1984 in Belgrad, SFR Jugoslawien) ist ein ehemaliger serbischer Fußballspieler der von 2014 bis 2019 bei Lazio Rom unter Vertrag stand und für die serbische Nationalmannschaft spielte.

## Werdegang
Basta begann seine Profilaufbahn im Jahre 2002 bei Roter Stern Belgrad. Seine angestammte Position ist die rechte Abwehrseite. In seiner Jugend bestritt er zehn U-21 Länderspiele für Serbien und Montenegro, als Profi spielte er zweimal für die A-Nationalmannschaft. Bei der Weltmeisterschaft 2006 in Deutschland stand er ebenfalls im Kader der Nationalelf.
Dušan Basta galt lange als eines der großen Talente in Serbien auf der rechten Außenverteidiger Position, doch Verletzungen warfen ihn ständig zurück. Mit Belgard wurde er 2004, 2006 und 2007 Meister.
Zur Saison 2008/09 wechselte Basta auf Leihbasis zum italienischen Erstligisten US Lecce, nachdem er zuvor beim Ligarivalen Udinese Calcio mehrere Saisonvorbereitungsspiele bestritten hatte. Nach Ablauf der Leihfrist wechselte er im Sommer 2009 zu Udinese Calcio. Anfangs nur Ergänzungsspieler eroberte er sich unter Trainer Francesco Guidolin einen Stammplatz in der Defensive des Klubs. 2014 wurde er an Lazio Rom zunächst ausgeliehen, wusste dort aber zu überzeugen, sodass er 2015 für eine Ablösesumme von 10,5 Millionen € fest verpflichtet wurde. In der Saison 2017/18 gewann er mit Rom den italienischen Superpokal.

## Erfolge
- Serbischer Meister: 2006/07
- Serbischer Pokalsieger: 2006/07
- Italienischer Supercupsieger: 2017, 2019